# Callochiton herberti
Callochiton herberti är en blötdjursart som beskrevs av Kaas och Van Belle 1990. Callochiton herberti ingår i släktet Callochiton och familjen Ischnochitonidae. Inga underarter finns listade i Catalogue of Life.